# جبل محسن (لبنان)
تقع منطقة جبل محسن في شرق مدينة طرابلس ثاني أكبر المدن اللبنانية وهو عبارة عن مرتفع جبلي صغير يطل على وسط طرابلس ويمتد من منطقة الملولة والمنكوبين شمالا إلى مشروع الحريري جنوبا وشارع الارز شرقا ويضم الأحياء التالية جبل محسن -المشارقة-الاميركان- البقار- حارة جلول - حارة الجامع - الحارة الجديدة - حي المهاجرين - حي السيدة - طلعة الشمال - الملولة - كواع القبة - الرابية - الملاحية -الوادي.
يبلغ عدد سكان الجبل حوالي 80,000 نسمة تقريباً، وهم بغالبيتهم من أبناء الطائفة العلوية. ولهم نفس تسلسل الأئمة الإثني عشر التي يتبعها الشيعة.
يتجمع معظم العلويين في سلسلة الجبال الممتدة من عكار جنوباً إلى جبال طوروس شمالاً، ويتوزع بعضهم في ريف حماة وحمص، ولواء اسكندرون وقيليقية في تركيا.
عرف العلويون بعدة أسماء منها (النصيريون) نسبة إلى محمد بن نصير، وهي التسمية التي نجدها في كل الكتب التي تحدثت عنهم قبل القرن العشرين. وقد عرفوا أيضا بـ (الخصيبية) نسبة إلى الحسين بن حمدان الخصيبي.
أبرز الأحزاب السياسية في منطقة جبل محسن هو الحزب العربي الديمقراطي - إضافة إلى منتسبين كثر لتيار المردة والتيار الوطني الحر وحزب البعث العربي الاشتراكي والحزب السوري القومي الاجتماعي.
كما يضم جمعيات ثقافية واجتماعية أبرزها جمعية طلائع النور إضافة إلى لجان خيرية عدّة.

## النشاط الاقتصادي
تشتهر منطقة جبل محسن بمصانع الالبسة والمفروشات والتجارة العامة . و لاكن هذا لا يهني أنها منطقة كلها أغنياء.  و يوجد الكثير من متاجر تسمى الـmini market

## الصراعات والحروب
شهدت منطقة جبل محسن صراعات عسكرية خلال اعوام 75-85 من القرن الماضي ابان الحرب الاهلية اللبنانية...
كما شهدت في العام 2008 معارك شرسة بين التيارات السلفية وحلفائها في تيار المستقبل وبين الحزب العربي الديمقراطي وقد تكررت هذه المعارك بعد بدء الحرب الأهلية السورية واستمرت من عام 2012 حتى تطبيق الخطة الامنية عام 2014

## وجوه سياسية
- النائب السابق الأستاذ علي عيد (الامين العام للحزب العربي الديمقراطي حتى تاريخ وفاته في كانون الأول عام 2015)
- الأستاذ علي العلي
- السيد رفعت علي عيد (الامين العام للحزب العربي الديمقراطي)
- النائب السابق أحمد حبوس
- النائب السابق عبد الرحمن عبد الرحمن
- النائب السابق بدر ونوس
- النائب السابق علي درويش
- النائب الحالي فراس السلوم

" يمثل الطائفة في مجلس النواب الحالي لعام 2022 النائب فراس السلوم نائب مستقل على لائحة التغيير الحقيقي الذي حصل على 371 صوتا من الناخبين العلويين ومع ذلك فقد لاقى وصوله إلى البرلمان اجماعاً علوياً في لبنان في كافة مناطق تواجد العلويين واحتفلت بوصوله كافة المناطق العلوية في طرابلس وعكار"[بحاجة لمصدر]
تعتبر منطقة جبل محسن من أكثر المناطق في طرابلس حيوية ونشاطا اقتصاديا وعمرانيا فيها نسبة كبيرة من حملة الشهادات الجامعية كما تتمير بالعمال المهرة في كل القطاعات ويشكل ابنائها ثقلا انتخابيا كبيراً.[بحاجة لمصدر]